# 질란디아 요새 (타이완)

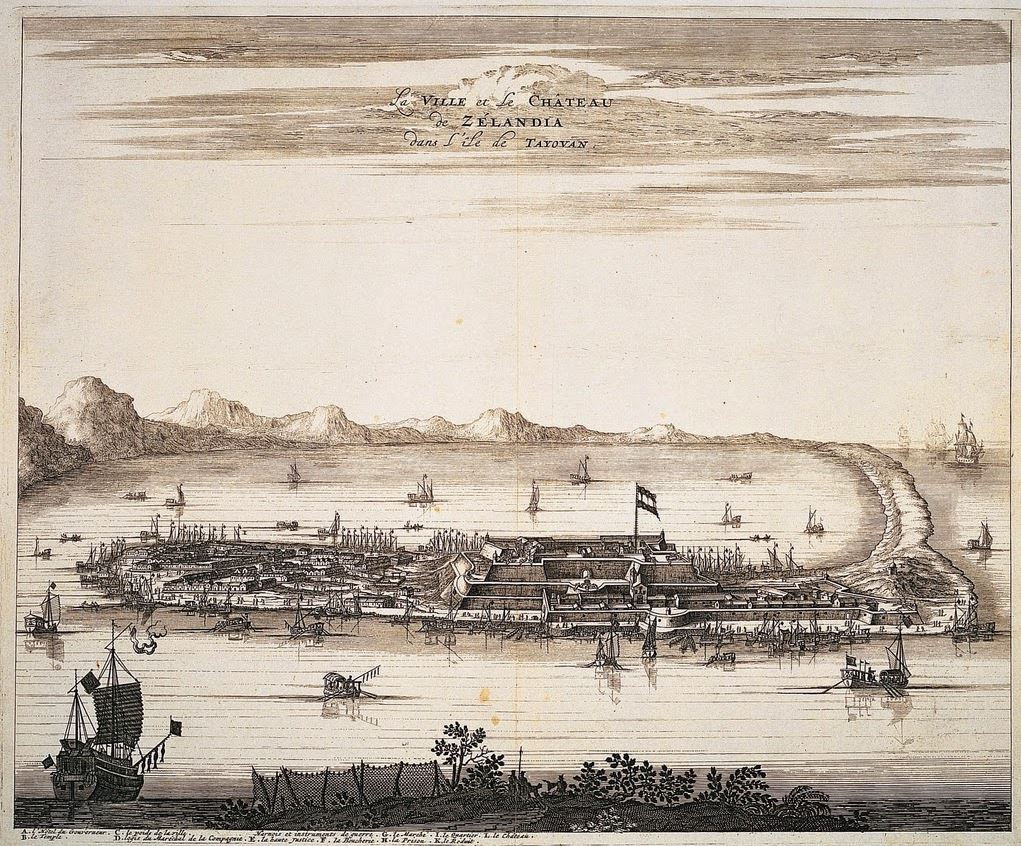
타이완의 질란디아 요새.

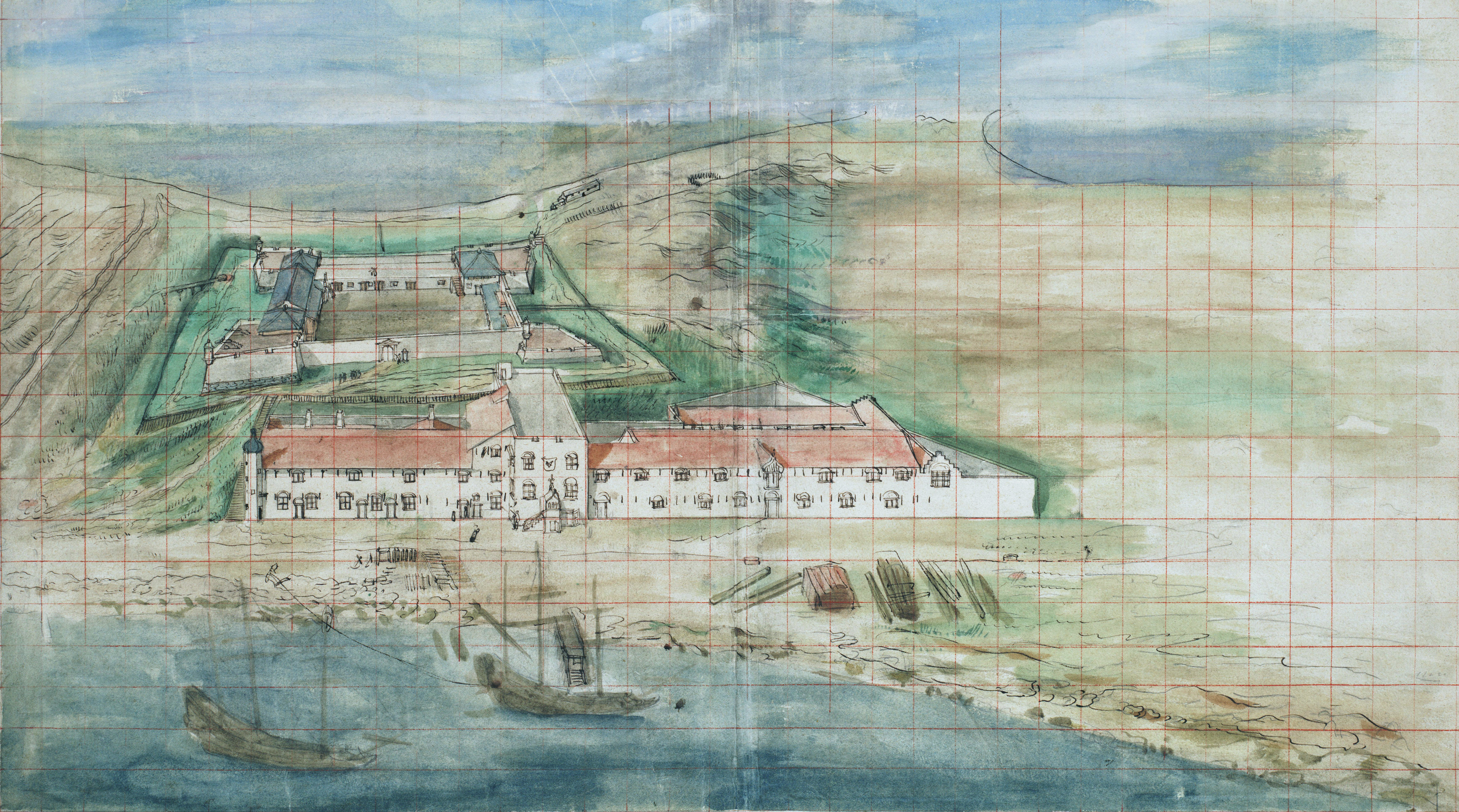
타이완의 타이난에 있는 질란디아 요새 전체 그림./ 1635년 그림/ 73 x 103 cm/ 네덜란드 헤이그 국립 고문서 보관소

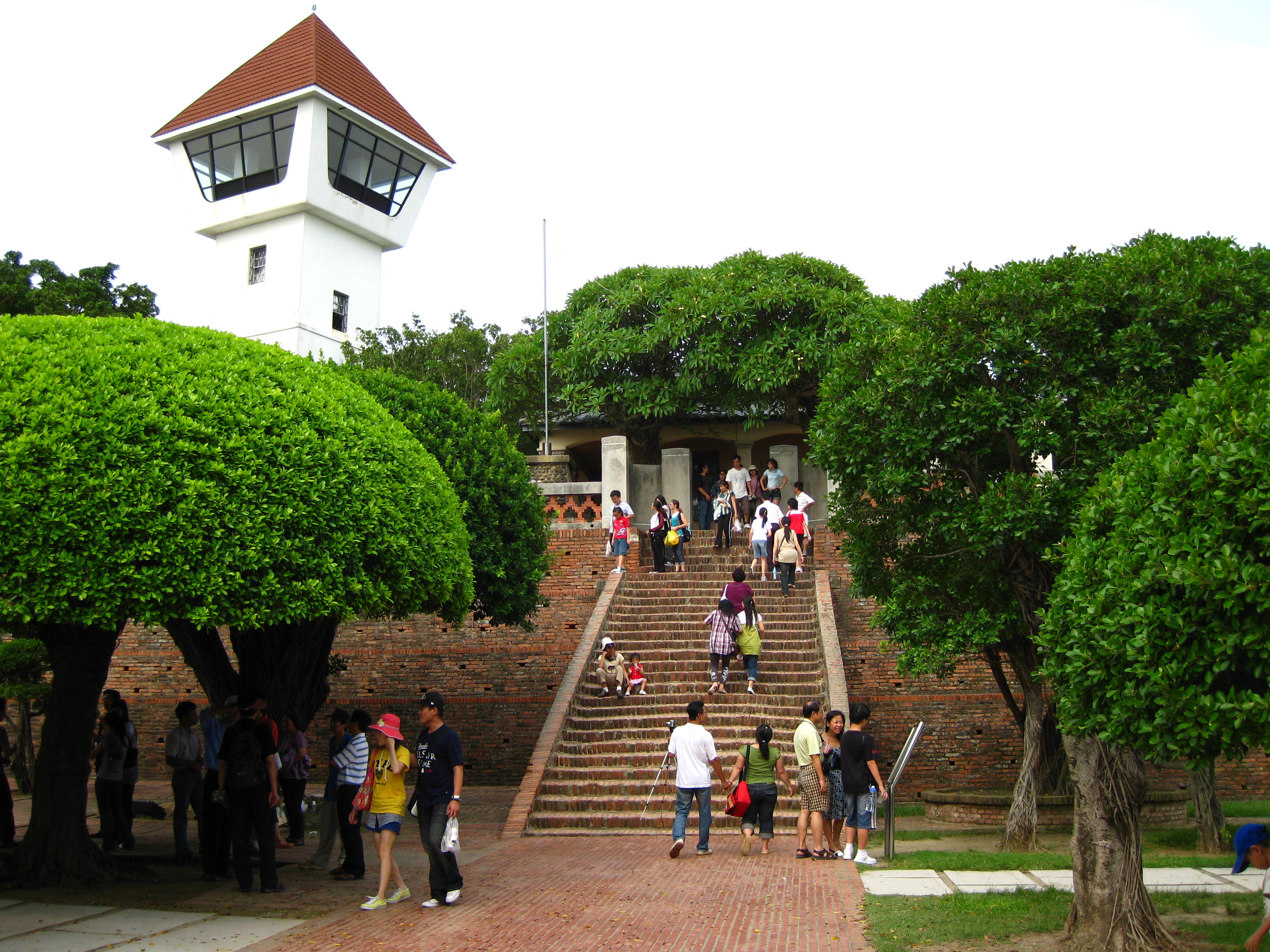
현재의 안핑요새

질란디아 요새(열란차성 熱蘭遮城 중국의 로마자 표기법에 따르면 rèlánzhē chéng, 백화자에 따르면 Ji̍at-lân-jia Siâⁿ)는 1624년에서 1634년 동안, 약 10년에 거쳐 네덜란드 동인도 회사에 의해 건립된 요새로, 오늘날 타이완인 포르모사 섬(island of Formosa)의 안핑(安平 타이난)의 마을에 건립되었으며, 포르모사의 서부를 38년 넘게 지배하였다. 이 지역은 예전에 오렌지 시(Orange City 오륜치성奧倫治城), 안핑 시(Anping City 안평성安平城), 그리고 타이욘 시(Tayoan City 대만성台灣城)등으로 불리기도 했으며, 오늘날 중국인들은 이 장소를 안핑요새(안평고보安平古堡)라는 이름으로 부르고 있다.
네덜란드 인들은 타이난의 해안 외각에 위치한 모래투성이 반도를 요새를 세울 장소로 결정했는데 왜냐하면, 요새는 바다에서 직접적으로 접근하여, 공성전이 일어났을 때 바타비아로부터 구원병과 보급물자를 받을 수 있어야 했기 때문이다. 불행하게도, 요새로 선택된 이 장소는 충분한 물의 보급이 어려웠고, 본토로부터 물자를 수송해와야 했다.
자바에서 요새의 건설을 위한 벽돌이 운송되었고, 설탕, 흙, 바다조개 껍데기, 찹쌀을 섞어 만든 모르타르도 사용되었다. 요새는 중심이 같은 3단의 벽으로 이루어져 있었고, 요새에 있는 4개의 모퉁이에는 좀 더 방어효과를 높이기 위해 튀어나온 모퉁이(치성)이 설치되었다.
1661년 4월 30일, 명나라(1368년에서 1644년)의 장군 정성공(서양에는 "콕싱가"(Koxinga)로 알려져 있다)은 2,000명의 네덜란드군이 방어하던 이 요새에 대하여 400척의 전함과 25,000명의 병력을 이끌고 공격을 시작했다. 9달간의 공성전 동안 약 1,600명의 네덜란드 군이 전사한 후에 바타비아(오늘날 인도네시아의 자카르타)로부터의 원군이 더 이상 오지 않을 것이 확실해지고, 요새 방어군의 물이 부족하게 되자, 네덜란드 군은 1월 1일 항복한다.
정성공-네덜란드 조약(Koxinga-Dutch Treaty (1662))이 정성공과 네덜란드 인 총독 프레데릭 코예트 사이에 1662년 1월 1일 채결되었다. 네덜란드 군은 요새를 포기하고, 네덜란드 동인도 회사의 모든 상품과 재산들을 질란디아 요새에 남겨두고 퇴거했다. 대신에 모든 장교와 병사, 그리고 시민들은 개인적 소지물이나 보급품은 마음대로 가지고 떠날 수 있었다.
1662년 1월 9일 프레데릭 코예트는 요새의 열쇠를 건네주고, 남은 네덜란드 병사들과 시민들을 데리고, 해로를 통해 바타비아로 떠났고, 타이완에 대한 네덜란드의 38년간의 지배는 끝이 났다.

## 같이 보기
- 질란디아 요새 공방전
- 프로방시아 요새
- 산토도밍고 요새
- 산디에고 곶
- Eternal Golden Castle
- 타이완의 역사
- 네덜란드의 타이완 지배